# سونی اریکسون کا۸۵۰
تلفن همراه سونی اریکسون کا۸۵۰ (به انگلیسی:Sony Ericsson K850)،در ژوئن سال ۲۰۰۷ میلادی  توسط شرکت سونی اریکسون معرفی و ساخته شد. این محصول به عنوان شاخص سری K ("دوربین") سونی اریکسون با سنسور دوربین ۵ مگاپیکسلی CMOS معرفی شد. K850 اولین تلفن سونی اریکسون بود که خارج از NTT DoCoMo برای پشتیبانی از microSD و microSDHC به همراه کارت حافظه  سنتی M2 سونی عرضه شد. همچنین استفاده از سه کلید نرم حساس به لمس درست در زیر نمایشگر و شکل جدیدی از دکمه ناوبری را معرفی می کند که جوی استیک کلاسیک معرفی شده با Ericsson T68 را حذف می کند. رابط دوربین به شکلی شبیه به فرمت دوربین های دیجیتال سایبرشات اصلاح شده است. به گفته سازنده، زمان مکالمه UMTS به طور قابل توجهی نسبت به مدل قبلی خود ،K810 و K800، به 3 ساعت و 30 دقیقه افزایش یافته است . این اولین تلفن همراه سونی اریکسون بود که از 3.5G HSDPA پشتیبانی می کرد و همچنین اولین تلفن همراه 3G «جهانی» بود که از تمام فرکانس های شبکه عامل اصلی در جهان از جمله GSM 850، GSM 900، GSM 1800، GSM 1900، HSDPA، UMTS 850 پشتیبانی می کرد. UMTS 1900، UMTS 2100.[2].